# Обсидіан
Обсидіа́н  — склувата силікатна вулканічна гірська порода темного кольору. Використовують у будівництві та ювелірній справі.

## Загальний опис
Обсидіан — однорідна вулканогенна гірська порода, чорне, темно-сіре, коричневе вулканічне скло, буває чорне з фіолетовим. Вміст силікатного скла 80 % і більше за об'ємом; вміст води до 1 % за масою. Обсидіан — масивна гірська порода, що характеризується раковистим, ріжучим зламом, іноді смугастим або плямистим забарвленням. Розрізняють обсидіан нормального, сублужного і лужного рядів. Обсидіан утворюється при швидкому застиганні в'язкої кислої магми на поверхні (лави) або в субвулканічних умовах (штоки, куполи, дайки). Фізичні властивості залежать від вмісту води і від ступеня розкристалізованості породи. Густина 2,5-2,6 г/см³. Твердість 5. Добре полірується, використовується як виробне каміння.

## Походження назви
Назва обсидіан походить від імені римлянина Обсідіуса (Obsidius, або Obsius), який привіз цей камінь з Ефіопії.

## Поширення
В Україні обсидіан поширений на Закарпатті, де добувався і поставлявся, серед іншого, на територію сучасної Галичини ще в часи неоліту.
Нарівні з Малою Азією відомим центром розробки обсидіану у Прадавньому світі був Південний Кавказ, зокрема територія Вірменії, яка протягом кількох тисячоліть була основним постачальником цього матеріалу на великі терени Середнього Сходу. Для позначення маршрутів, якими обсидіан доставляли споживачам, в історичній науці був прийнятий спеціальний термін «обсидіанові шляхи», що вказує на первісний зв'язок давнього гірництва з розвитком комунікацій і культурних контактів по всьому заселеному світу.
Обсидіан широко використовувався для виготовлення знарядь праці та церемоніальних предметів та був однією з найважливіших сировинних матеріалів у доколумбові часи Америки, зокрема в Імперії ацтеків. Ацтекська еліта переважно використовувала зелений обсидіан із Сьєрра-де-Пачука поблизу Пачука-де-Сото, на який припадало майже 90% знайдених артефактів. Цей специфічний обсидіан не тільки високо цінувався за гарний зелений колір і якість, але й був дуже символічним та безпосередньо пов'язаним з міфічним містом Толлан і шанованим божеством Кетцалькоатлем. Тому обсидіан був найціннішим матеріалом для церемоніальних предметів, таких як стрілецька зброя, ювелірні прикраси та декоративні інкрустації на релігійних скульптурах,.

## Галерея

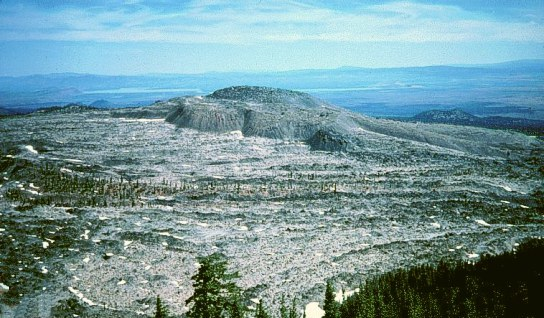
Скляна гора, значні поклади обсидіану на Вулкані Медичного озера
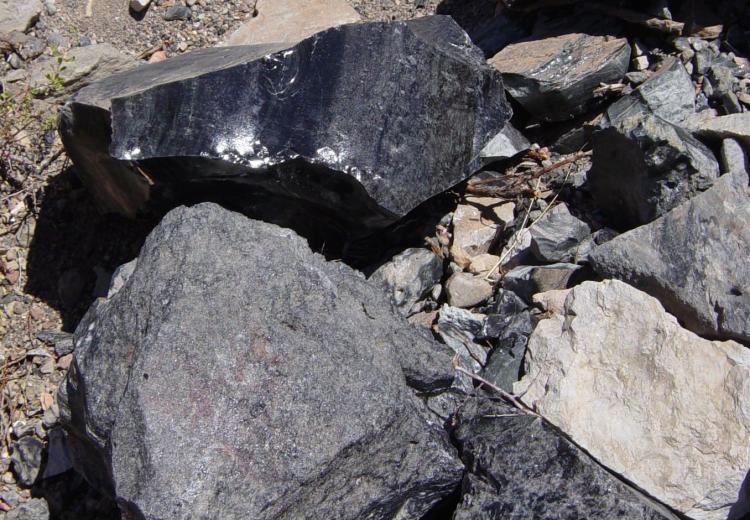
Проти годинникової стрілки зверху: обсидіан, пемза і ріоліт.
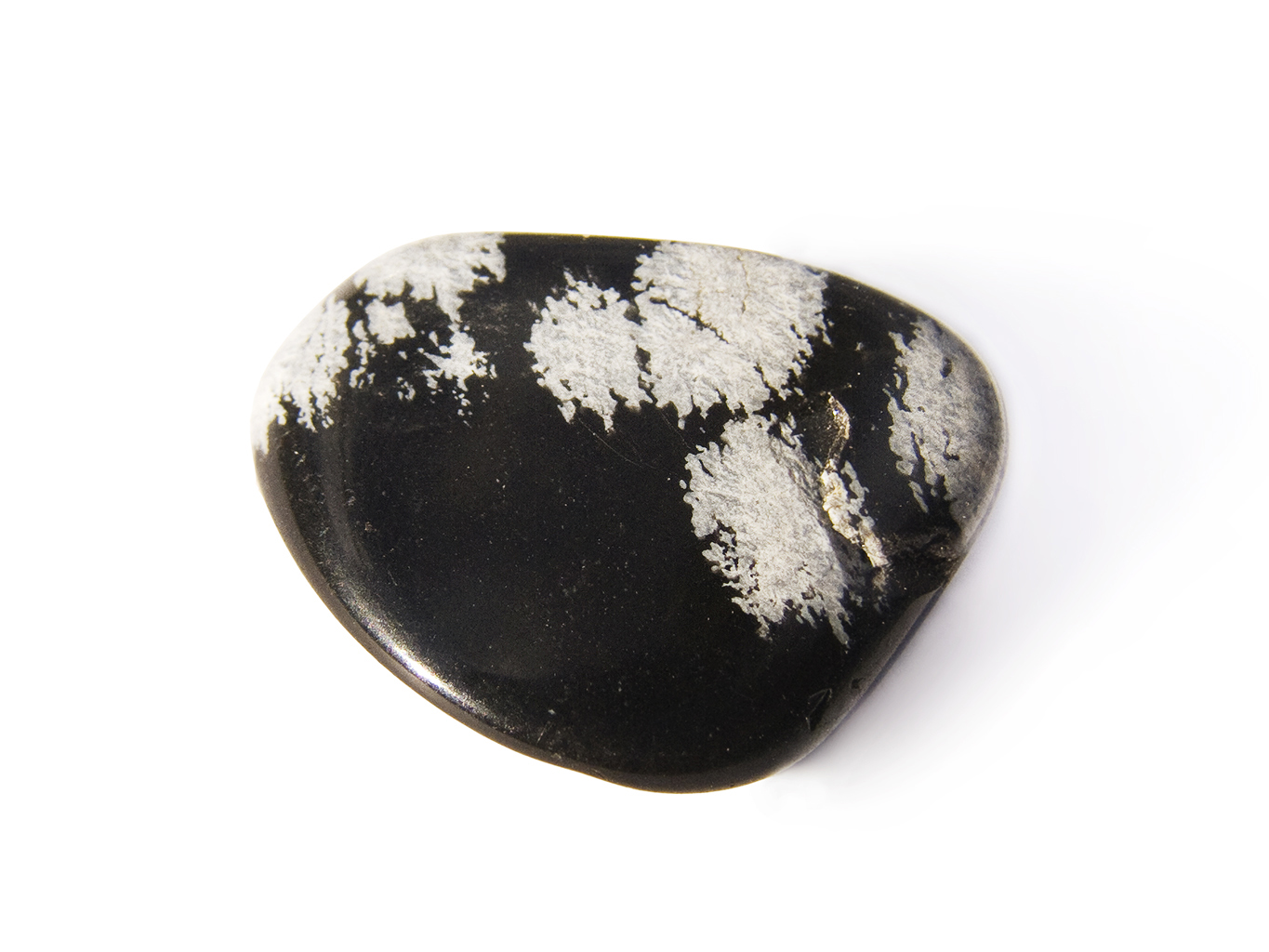
Обсидіан-сніжинка
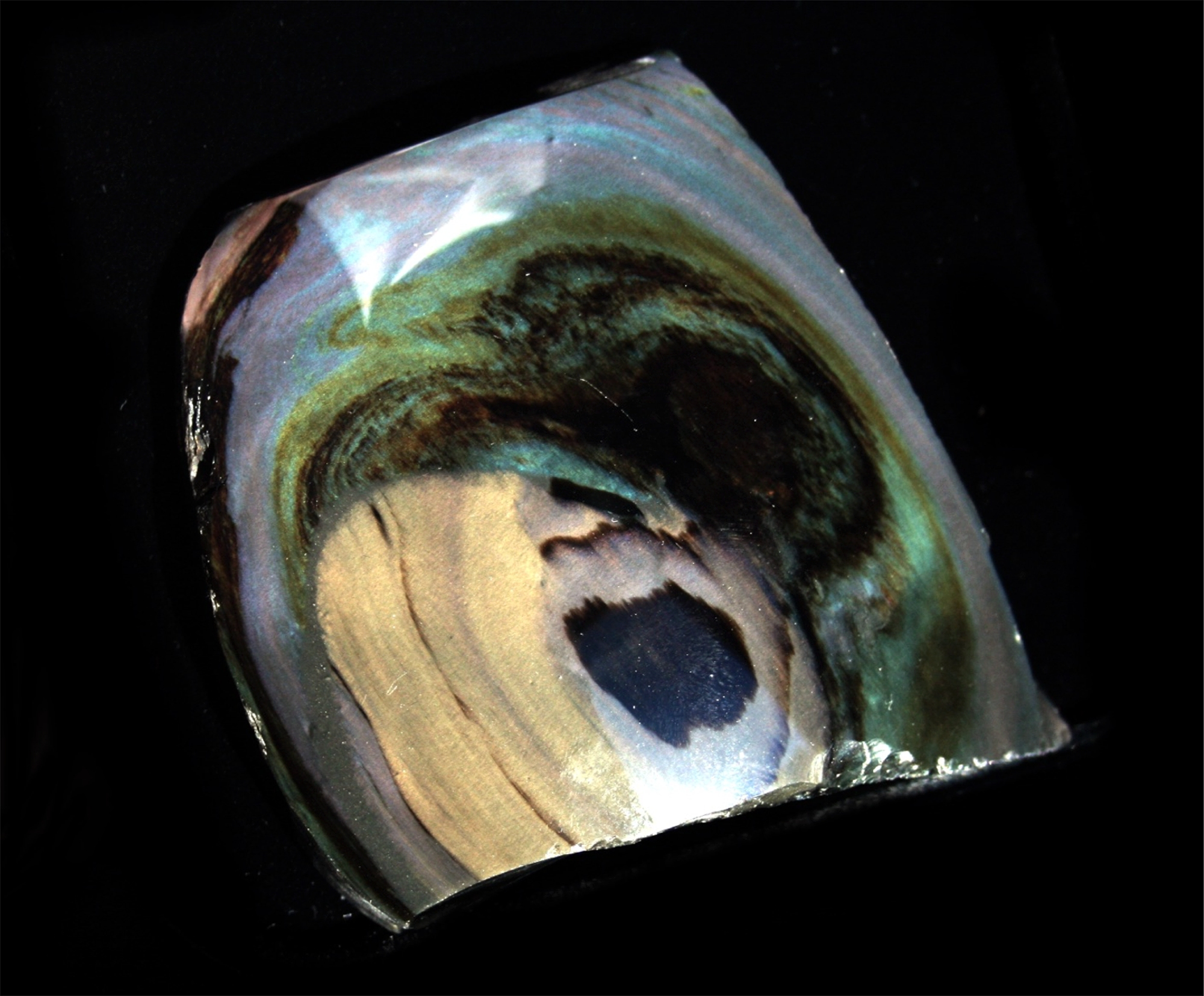
Обсидіан-райдуга